# 1706 w literaturze
Wydarzenia literackie w 1706 roku.

## Nowe książki
- Biskup White Kennet - "History of England" (3 tomy)
- Jonathan Swift – Baucis and Philemon